# Ella Daish
Ella Daish es una activista ambiental británica que hace campaña para persuadir a empresas y gobiernos para que retiren los plásticos de los productos de higiene menstrual de las mujeres.

## Trayectoria
Tiene su base en Cardiff. En febrero de 2018, mientras trabajaba como empleada postal, comenzó la campaña "End Period Plastic" (El final del plástico de la menstruación), y se convirtió en activista a tiempo completo: "Los productos sanitarios son el quinto elemento más común que se encuentra en las playas de Europa" y "se cree que 200,000 toneladas de [ese] material terminan en los vertederos del Reino Unido cada año". Alrededor del 90% de una toalla sanitaria es de plástico.
En diciembre de 2018, Daish lanzó la campaña "Eco Period Box" para abordar la pobreza de la menstruación, donando productos sin plástico y reutilizables en todo el Reino Unido. En 2019, ayudó a persuadir al Consejo del condado de Caerphilly County para que gastara todo el dinero de su subvención para proporcionar productos sanitarios gratuitos a las escuelas, en productos ecológicos. Se había pedido a los consejos que gastaran solo el 10% del dinero en productos reutilizables.

## Reconocimientos
La BBC puso a Daish en su lista anual de 100 Mujeres de 2019 de 100 mujeres inspiradoras e influyentes de todo el mundo.